# Tone Janša jazz kvartet
Tone Janša jazz kvartet je prvi studijski album mednarodnega Tone Janša kvarteta, ki je izšel 17. januarja 1977 pri beograjski založbi PGP RTB.
Skladbi »Yudach« in »Rimska cesta (Milky Way)« sta leta 2001 ponovno izšli na kompilacijskem albumu kvarteta, Bouyancy.

## Seznam skladb
Avtor vseh skladb je Tone Janša.
| Stran A | Stran A                      | Stran A |
| Št.     | Naslov                       | Dolžina |
| ------- | ---------------------------- | ------- |
| 1.      | „Yudach‟                     | 15:30   |
| 2.      | „Skozi oblake (Over Clouds)‟ | 5:22    |

| Stran B | Stran B                    | Stran B |
| Št.     | Naslov                     | Dolžina |
| ------- | -------------------------- | ------- |
| 1.      | „Rimska cesta (Milky Way)‟ | 8:40    |
| 2.      | „Vitta Quelle‟             | 9:50    |

## Zasedba
- Tone Janša – tenor saksofon, sopran saksofon, flavta
- Andre Jeanquartier – klavir (A1, A2, B2)
- Ewald Oberleitner – bas
- Johann Preininger – bobni
- Harald Neuwirth – klavir (B1)